# بيغ مام (ون بيس)
شارلوت لينلين (Charlotte Linlin, シャーロット・リンリン, Shārotto Rinrin) هي أحد شخصيات انمي ومانغا ون بيس، والمعروفة أيضًا باسم «البيغ مام» (Big Mom ,ビッグ・マム, Biggu Mamu). هي قائدة قراصنة البيق مام، و كانت تعتبر من اليونكو (الأباطرة الأربعة) قبل الإطاحة بها من قبل ترافلجار لاو والكابتن كيد وهي الأنثى الوحيدة التي وصلت لتلك الرتبة. وهي ضخمة جدًا وقوية ولديها هاكي ملكي.

## مظهرها
البيغ مام امرأة كبيرة حجم جسدها كبير لديها ابتسامة واسعة جدًا منتفخة الخدين قليلة التجاعيد ترتدي فستان وردي طويل وترتدي قبعة على رأسها ووشاح مربوطة على رأسها تحت قبعتها
وخواتيم على جميع أصابعها وحذاء.
ويوجد سيف داخل قبعتها وتملك هاكي كل العالم تهابه

## شخصيتها
تحب البيغ مام الحلويات بكثرة، حتى انها تفرض على الجزر التي تحت حمايتها دفع الحلويات بدل الكنوز والأموال، كفرضها على جزيرة البرمائيين بدفع 10 أطنان من الحلوى، وقد تدمر البلدان من اجل الحلوى فقط بسبب انها تكره الناس الذين لا يستطيعون الوفاء بوعودهم، ويبدو انها تستطيع ان تأكل بعض من اتباعها في حالة عدم وجود الحلويات.

## القوة
- تمتلك فاكهة الروح كما تمتلك القوة للتحكم بالطقس ومتقنة لجميع أساليب الهاكي
- كما تمتلك قادة أقوياء:
- تشارلوت سناك: الابن الخامس والعشرين لعائلة شارلوت وعضو في قراصنة بيغ مام. كان واحدا من أربعة قادة الحلوى إلى أن خسر منصبه عندما هزمه أوروج في وقت ما في العامين الماضيين وكان أيضا عضوا في جيش شارلوت أوفن لاعتراض قراصنة قبعة القش على جزيرة كاكاو.
- تشارلوت كراكر: مستخدم فاكهة البسكويت وهاكي التصلب والتنبؤ.
- تشارلوت سموثي: مستخدمة فاكهة العصر وهاكي التصلب والتنبؤ.
- تشارلوت كاتاكوري: يملك هاكي تنبؤ قوي لدرجة رؤية المستقبل وكذلك مستوى ثاني من هاكي التصلب وهاكي ملكي كفيل بمقارعة لوفي بطل القصة وملك القراصنة المستقبلي بالإضافة إلى فاكهة موتشي موتشي نو مي من نوع باراميسيا خاص ويتقن إيقاظها والتي تشبه إلى حد كبير فاكهة لوفي وأثناء قتالهم كان ينسخ جميع تقنيات لوفي التي تدرب عليها لمدة عامين بمجرد رؤيتها ويستخدمها بشكل أفضل منه حتى وكما لديه أيضا رمح حاد يدعى الخلد ويستطيع قطع أي شيء كما انه سبب جرح كبير لدى لوفي وكما ظهر بالمانجا انه قطع قطعة كبيرة من لوفي وتحديدا بالخاصرة وكان مكروها في صغره بسبب شكل فمه الذي يشبه سمكة الأنقليس ولذلك هو دائما يرتدي وشاح يلف به وجهه لكي لا يظهر فمه كما يبلغ طوله أيضا 5 أمتار و6 سانتي مترات وويبلغ عمره 48 عامًا أما الوزن فلم يذكر شيء بشأنه.
- تمتلك حلفاء أقوياء ولديها عدد كبير من الأبناء.